# Ламли, Ричард, 9-й граф Скарборо
Подполковник Ричард Джордж Ламли, 9-й граф Скарборо (англ.  Richard George Lumley, 9th Earl of Scarbrough; 7 мая 1813 — 5 декабря 1884) — англо-ирландский пэр и военный.

## Биография
Родился 7 мая 1813 года в замке Токхилл. Единственный сын Фредерика Ламли-Сэвила (1788—1837), сына достопочтенного Фредерика Ламли (1761—1831), пятого сына Ричарда Ламли-Саундерсона, 4-го графа Скарборо. Его мать, Шарлотта Мэри (урожденная де ла Пуэр Бересфорд) (? — 1851), была дочерью преподобного Джорджа Бересфорда, внука Маркуса Бересфорда, 1-го графа Тирона.
Он получил образование в Итонском колледже. Затем он поступил на военную службу корнетом в гусарский полк и вышел в отставку в 1837 году в чине подполковника в йоменской кавалерии Западного Йоркшира. После выхода в отставку он занялся политикой и заседал в Палате лордов, пока не унаследовал семейные титулы в октябре 1856 года.
Его двоюродный брат Джон Ламли-Сэвил, 8-й граф Скарборо (1788—1856), умер без законных детей. Ричард Ламли унаследовал титулы 9-го графа Скарборор (Пэрство Англии), 9-го виконта Ламли (Пэрство Англии), 10-го виконта Ламли из Уотерфорда (Пэрство Ирландии) и 9-го барона Ламли из замка Ламли (Пэрство Англии).
Новый граф Скарборо значительно расширил семейное поместье Сэндбек-Парк в Йоркшире, которое датируется 17-м веком. В 1857 году он нанял Уильяма Бернса, чтобы тот переделал и улучшил дом. В 1869 году Бенджамин Феррей построил для графа частную часовню.
В 1878 году граф нанял архитектора Джеймса Уиттона для проектирования и планировки курорта в его поместье в Скегнессе.

## Семья
8 октября 1846 года Ричард Ламли женился на Фредерике Мэри Аделизе Драммонд (? — 2 апреля 1907), дочери Эндрю Роберта Драммонда и леди Элизабет Фредерики Мэннерс, внучке 5-го герцога Ратленда. У супругов было три сына и четыре дочери:
- Леди Альгита Фредерика Мэри Ламли (23 ноября 1847 — 22 июня 1919), вышла замуж за Уильяма Орде-Поулетта, 4-го барона Болтона (1845—1922)
- Леди Ида Фрэнсис Аннабелла Ламли (28 ноября 1848 — 22 августа 1936), в 1869 году она вышла замуж за Джорджа Бриджмена, 4-го графа Брэдфорда (1845—1915)
- Льюльф Ричард Грэндби Уильям Ламли, виконт Ламли (7 июня 1850 — 23 августа 1868)
- Леди Лилиан Селина Элизабет Ламли (20 октября 1851 — 24 декабря 1943), в 1871 году она вышла замуж за Лоуренса Дандаса, 1-го маркиза Зетланда (1844—1929)
- Леди Сибелл Мэри Ламли (25 марта 1855 — 4 февраля 1929); вышла замуж первым браком за Виктора Гровенора, графа Гровенора (1853—1884), от которого у нее родился Хью Гровенор, 2-й герцог Вестминстера; а во второй раз за Джорджа Уиндема (1863—1913), члена Палаты общин, главного секретаря Ирландии
- Олдред Фредерик Джордж Бересфорд Ламли, 10-й граф Скарборо (16 ноября 1857 — 4 марта 1945); женился на Сесилии Гарднер
- Полковник Осберт Виктор Джордж Ателинг Ламли (16 ноября 1857 — 14 декабря 1923), женился на Констанции Эллинор Уилсон-Паттен (1864—1933), внучке Джона Уилсона-Паттена, 1-го барона Уинмарли. Отец 11-го графа Скарборо.

Лорд Скарборо скончался в Сэндбек-парке в возрасте 71 года, и графский титул унаследовал его второй сын Олдред Ламли, 10-й граф Скарборо.